# Beat the Champions
Beat the Champions is een Nederlands televisieprogramma dat uitgezonden wordt door RTL 4. De presentatie van het programma is in handen van Chantal Janzen, die in het programma wordt bijgestaan door vijf Champions waar de kandidaten tegen strijden. Het programma is gebaseerd op het Britse televisieprogramma Beat the Chasers en wordt sinds 2021 jaarlijks in het voorjaar uitgezonden.

## Format
Elke individuele deelnemer ontvangt eerst een pot in de Multiple Choice-ronde. De presentator leest op het scherm meerkeuzevragen voor waarvan elk goed antwoord resulteert in een winnende pot. Ieder goed antwoord levert €500,- op voor de pot van de kandidaat. Als een deelnemer de eerste vraag fout beantwoordt, stopt hij onmiddellijk met het spel, anders speelt hij door totdat hij een fout antwoord geeft. Hij kan maximaal vijf meerkeuzevragen spelen. 
Na deze ronde zal de deelnemer het opnemen tegen de "Champions". Hij mag kiezen uit de volgende aanbiedingen: Om te spelen met het verzamelde bedrag van de geldladder, krijgt de deelnemer twee Champions. Ze bieden alleen een tijdsvoordeel voor een som geld. De volgende kampioen doet zowel een tijd- als een geldaanbod. Hetzelfde geldt voor de volgende Champions. Hoe meer Champions zich melden, hoe hoger het aangeboden bedrag en hoe lager het aantal seconden verschil is, tussen de deelnemer en de Champions. De kandidaat heeft altijd 60 seconden op de klok.
Nadat de speler een bod heeft gekozen, begint de hoofdronde. In deze ronde stelt de presentator afwisselend open vragen aan de deelnemer en de Champions; indien correct beantwoord, gaat de beurt naar de ander. Bij een fout antwoord volgt een nieuwe vraag, net zolang tot er een goed antwoord wordt gegeven. Als de klok van de deelnemer wordt gereset vóór de Champions, heeft hij verloren en gaat hij met lege handen naar huis, terwijl als de klok van de Champions wordt teruggezet vóór de deelnemer, deze het door hem gekozen bedrag heeft gewonnen. Als een kandidaat van alle Champions weet te winnen en dus het maximale bedrag wint, komt er ook gouden confetti uit het plafond.

### Champions
De oorspronkelijke bezetting van de Champions bestond uit Diederik Jekel, Cindy Hemink, Abel Gilsing, Nynke de Jong en Devrim Aslan. Vanaf het vierde seizoen, dat van start ging op 10 maart 2024, werden Jekel en Hemink vervangen als Champions door Anna Gimbrère en Andries Tunru.

## Seizoensoverzicht
| Seizoen | Uitzenduren                | Aantal afleveringen | Start seizoen    | Start seizoen | Einde seizoen    | Einde seizoen | Gemiddelde kijkcijfers |
| Seizoen | Uitzenduren                | Aantal afleveringen | Datum            | Kijkcijfers   | Datum            | Kijkcijfers   | Gemiddelde kijkcijfers |
| ------- | -------------------------- | ------------------- | ---------------- | ------------- | ---------------- | ------------- | ---------------------- |
| 1       | Zondag 20:00 – 21:30 uur   | 14                  | 3 januari 2021   | 1.035.000     | 4 april 2021     | 662.000       | 1.073.357              |
| VIPS 1  | Zaterdag 20:00 – 21:30 uur | 2                   | 29 mei 2021      | 1.068.000     | 5 juni 2021      | 1.047.000     | 1.057.500              |
| 2       | Zondag 20:00 – 21:30 uur   | 18                  | 26 december 2021 | 637.000       | 24 april 2022    | 834.000       | 944.222                |
| VIPS 2  | Zondag 20:00 – 21:30 uur   | 1                   | 1 januari 2023   | 1.014.000     | n.v.t.           | n.v.t.        | 1.014.000              |
| 3 A     | Zondag 20:00 – 21:30 uur   | 10                  | 5 maart 2023     | 883.000       | 7 mei 2023       | 776.000       | 691.100                |
| 3 B     | Vrijdag 15:30 – 17:00 uur  | 3                   | 1 december 2023  | 157.000       | 15 december 2023 | 100.000       | 128.333                |
| 4       | Zondag 20:00 – 21:30 uur   | 8                   | 10 maart 2024    | 818.000       | 28 april 2024    | 848.000       | 725.000                |

## Beat the Champions VIPS
In maart 2021 kondigde RTL aan met een speciale korte editie van het programma te komen onder de naam Beat the Champions VIPS. In deze speciale editie nemen twaalf bekende Nederlanders het op tegen de Champions. De special bestond uit twee afleveringen die uitgezonden werden op 29 mei en 5 juni 2021. Het geld dat de BN'ers konden winnen schonken ze aan een door hen gekozen goed doel. De bekende Nederlanders die deelnamen waren: Francis van Broekhuizen, Tina de Bruin, Klaas van der Eerden, Sofie van den Enk, Igmar Felicia, Stefano Keizers, Jeroen Kijk in de Vegte, Rick Paul van Mulligen, Ruben Nicolai, Jörgen Raymann, Art Rooijakkers en Huub Stapel. Deze special werd in tegenstelling tot de reguliere Beat the Champions niet op zondagavond, maar op zaterdagavond uitgezonden.
Na het speciale VIPS-seizoen, dat in 2021 apart werd uitgezonden van het reguliere seizoen van Beat the Champions, wordt vanaf 2022 de VIPS-special in combinatie met het reguliere seizoen uitgezonden:
- Seizoen 2022 startte op 26 december 2021 met een speciale VIPS-aflevering met: Jamai Loman, Kees van der Spek, Fien Vermeulen, René van Meurs, Renée Fokker en Edson da Graça. Hierna volgden zestien reguliere afleveringen en sloot op 24 april 2022 het seizoen weer af met een VIPS-special.[8] Hieraan deden Bettina Holwerda, Jochem van Gelder, Freek Bartels, Klaas Dijkhoff, Anne-Marie Jung en Bert van Leeuwen mee.[9]
- Seizoen 2023 startte op 1 januari 2023 met een VIPS-special met: Patrick Martens, Eva Koreman, Sergio Vyent, Lisa Loeb, Niek Roozen en Ferdi Stofmeel als uitdagers. Koreman, Loeb en Stofmeel wisten de Champions te verslaan en geld op te halen voor het door hen gekozen goed doel.[10]
- Seizoen 2024 startte op 10 maart met een VIPS-special met Kluun, Anniek Pheifer, Dwight van van de Vijver, Evelien de Bruijn, Domien Verschuuren en Jan Joost van Gangelen.[11] De Bruijn, Van van de Vijver en Van Gangelen versloegen de Champions en haalden daarmee geld op voor het goede doel.

## Achtergrond
Het programma werd in het najaar van 2020 aangekondigd door RTL met Chantal Janzen als presentatrice en Diederik Jekel, Cindy Hemink, Abel Gilsing, Nynke de Jong en Devrim Aslan als de vijf Champions die tegen de kandidaten gaan strijden. Het programma is gebaseerd op het Britse televisieprogramma Beat the Chasers en wordt geproduceerd door ITV Studios Netherlands.
Het eerste seizoen van Beat the Champions ging van start op zondag 3 januari 2021 en werd bekeken door 1.035.000 kijkers en was daarmee het vijfde best bekeken programma van die dag. Wegens aanhoudende goede kijkcijfers kreeg het programma in mei 2021 een speciale VIPS-editie en ging het op 26 december 2021 van start met een tweede seizoen.
Het derde seizoen in 2023 werd opgedeeld in twee delen. Het oorspronkelijke seizoen verliep van zondag 5 maart tot en met 7 mei 2023, echter werd door RTL besloten vanaf vrijdag 1 december 2023 drie extra nieuwe afleveringen behorende tot het derde seizoen uit te zenden. RTL zond deze extra afleveringen uit omdat zij voor het aankomende vierde seizoen wijzigingen in het format aan gaat brengen en deze afleveringen in de 'oude'-stijl nog op de plank had liggen, vandaar dat het programma ook op vrijdagmiddag werd uitgezonden in plaats van de standaard zondagavond. Op 10 maart 2024 ging het vierde seizoen van start met twee nieuwe Champions; Jekel en Hemink werden vervangen door Anna Gimbrère en Andries Tunru. Dit was tevens het eerste seizoen dat met een publiek werd opgenomen.

## Trivia
Op 23 oktober 2022 was er een speciale uitzending van Weet Ik Veel, waarin de drie deelnemers alle drie Champions waren, namelijk Abel Gilsing, Cindy Hemink en Devrim Aslan.